# Sunset (Arkansas)
Sunset est un village situé dans l’État américain de l'Arkansas, dans le comté de Crittenden.

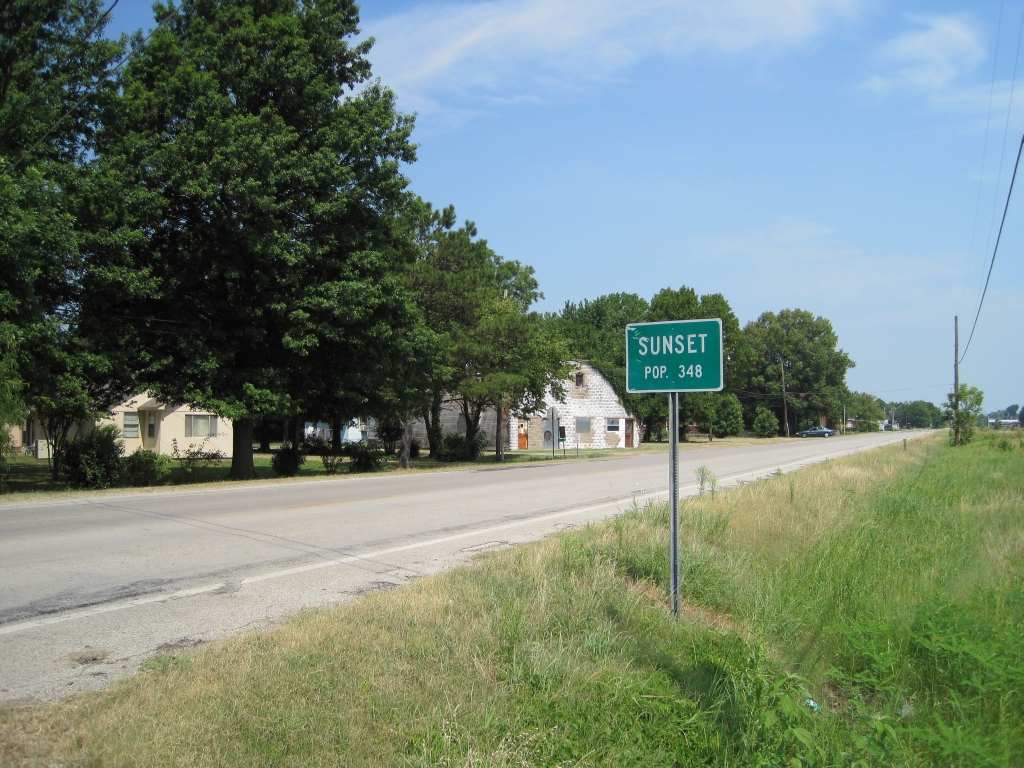
Sunset